# Ernst Sackenreuther
Ernst Sackenreuther (* im 19. Jahrhundert; † im 20. Jahrhundert) war ein deutscher Fußballschiedsrichter.

## Sportlicher Werdegang
Nach Wiederaufnahme des Spielbetriebs nach dem Ersten Weltkrieg gehörte der aus Nürnberg stammende Sackenreuther zu den Schiedsrichtern, die in der Kreisliga Nordbayern sowie später im Rahmen der süddeutschen Meisterschaft als seinerzeit im regional zerstückelten deutschen Vereinsfußball höchsten Spielklasse Meisterschaftsspiele leiteten. Später war er auch überregional im Ligafußball aktiv sowie auch bei Endrundenspielen um die Deutsche Meisterschaft und den 1935 eingeführten Tschammer-Pokal. Des Weiteren leitete er überregionale Auswahlspiele sowie die seinerzeit üblichen Stadtduelle, dabei war er auch international bei Freundschaftsspielen zwischen Klubmannschaften unterwegs. Zudem wurde er im Frühjahr 1930 für ein Amateurländerspiel im Europapokal der Fußball-Nationalmannschaften nominiert, das parallel ausgetragene A-Länderspiel zwischen Ungarn und Italien übernahm mit Peco Bauwens ein Landsmann. Weitere Einsätze zumindest bei Amateurländerspielen folgten.
1930 leitete Sackenreuther das Finale um den Bundespokal, im Altonaer Stadion setzte sich Norddeutschland gegen Brandenburg mit 2:0 durch. Bei der Endrunde um die Deutsche Meisterschaft 1939/40 oblag ihm die Leitung des Wiederholungsspiels um den dritten Platz, in dem Rapid Wien im Wiener Praterstadion den SV Waldhof 07 mit 5:2-besiegte. Im Herbst 1942 wurde Sackenreuther für das Endspiel um den Reichsbundpokal 1941/42 nominiert. Im Essener Uhlenkrugstadion holte sich die Auswahlmannschaft der Gauliga Niederrhein gegen die Vertreter der Gauliga Nordmark mit einem 2:1-Sieg den Titel.
Bis zum Zusammenbruch des Spielbetriebs im Frühjahr 1945 leitete Sackenreuther Spiele in der Mittelfranken-Staffel der Gauliga Bayern, im Februar 1945 pfiff er das Frankenderby zwischen SpVgg Fürth und dem 1. FC Nürnberg.